# Ирмингерова струја
Ирмингерова струја је северни крак Северноатлантске струје који се креће према северу и северозападу пролазећи крај југозападних обала Исланда. Ово је топла морска струја. Салинитет износи 35‰, а температура воде је око 4—6° С. Североисточно од Исланда у Данском пролазу, судара се са хладном Источногренландском струјом.